# Schloss Hohenzieritz

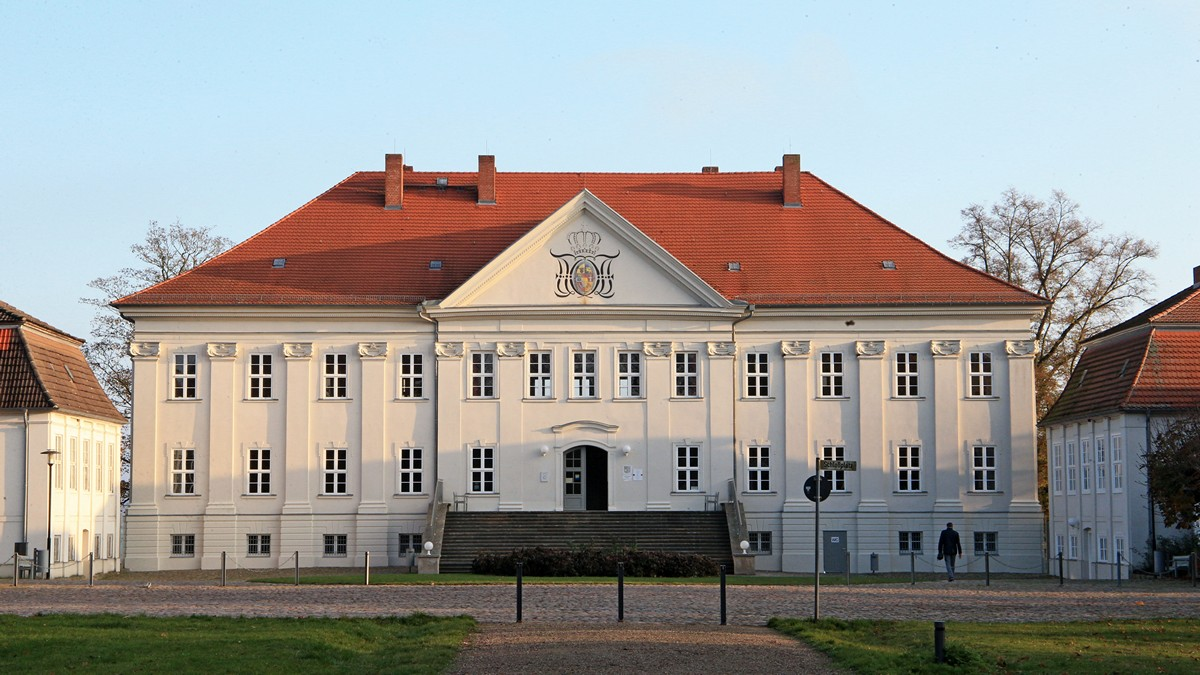
Schloss Hohenzieritz, Hofseite

Das Schloss Hohenzieritz liegt in der Gemeinde Hohenzieritz in Mecklenburg-Vorpommern, etwa auf halber Strecke zwischen Neustrelitz und Neubrandenburg.

## Geschichte

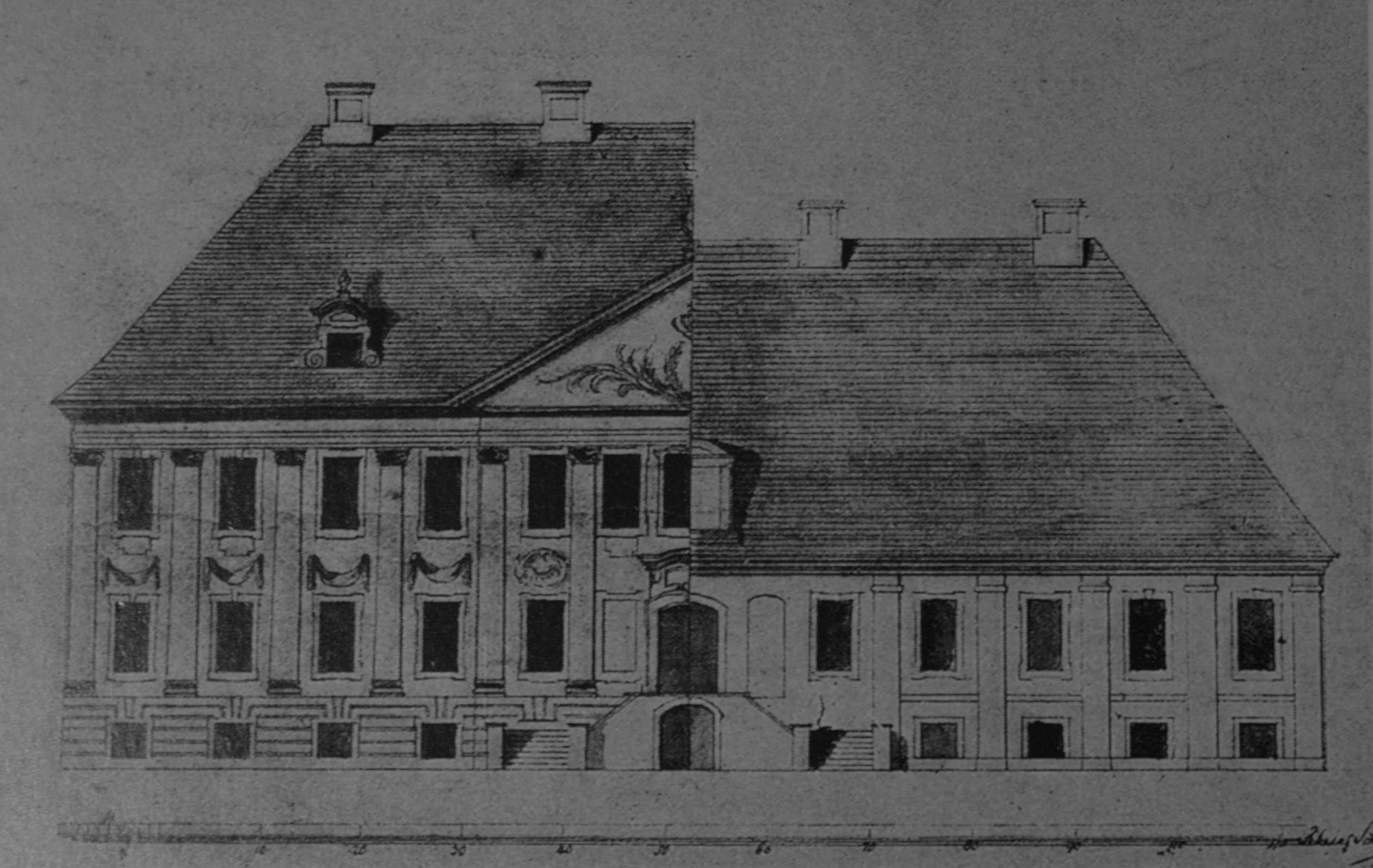
Zeichnung des Schlosses vor und nach der Aufstockung 1790.

Von einem Vorgängerbau des Schlosses ist lediglich bekannt, dass er 1712 abbrannte. Der damalige Lehnsnehmer, Hans Altwich von Holtzendorff, ließ offenbar nur einen provisorischen Ersatzbau errichten. 1733 wurde Johann Christian von Fabian mit Hohenzieritz belehnt. Das Schloss wurde von 1747 bis 1751 in seinem Auftrag erbaut, wobei Teile des vorherigen Gebäudes genutzt wurden. Die Anlage wurde als einstöckiges Gutshaus in verputztem Fachwerk mit einem hohen Kellergeschoss und einem hohen Walmdach erbaut. Nach dem Tod von Hans Altwichs Sohn Adam Friedrich von Fabian fiel Hohenzieritz 1768 als erledigtes Lehen an die Strelitzer Herzöge zurück und ging 1770 an den Bruder des Regenten, den späteren Großherzog Karl II.
Dieser ließ in dem Komplex bereits kurz nach der Inbesitznahme durch den Neustrelitzer Arzt und Bürgermeister Johann Christian Wilhelm Verpoorten Dachräume ausbauen und eine Treppe zum Garten anlegen. 1776 wurde das Schloss ebenfalls von Verpoorten um zwei eingeschossige Pavillons mit Lisenenfassade und Mansarddächern erweitert, die gemeinsam mit dem Haupthaus einen Ehrenhof umgeben. Etwa zu dieser Zeit wurde neben dem südlichen Pavillon ein Gärtnerhaus und in der Mitte des 19. Jahrhunderts ein Marstall neben dem nördlichen Pavillon errichtet. 1790/91 wurde ein zweites, aus Fachwerk gebautes Geschoss auf das Schloss aufgesetzt, wobei der Forst- und Vermessungsingenieur Johann Christoph Dräsecke die Ausführung übernahm und weitgehend den heutigen Zustand herstellen ließ. Der Ausbau der Innenräume erfolgte erst 1795 durch Wilhelm Ebel, der auf den Zopf- und Empirestil zurückgriff. 1802 erhielt das Gebäude auf der Hof- und der Gartenseite die heutigen Sandsteintreppen, wobei die gartenseitige Treppe doppelläufig ist und eine Weinrankenlaube umschließt.

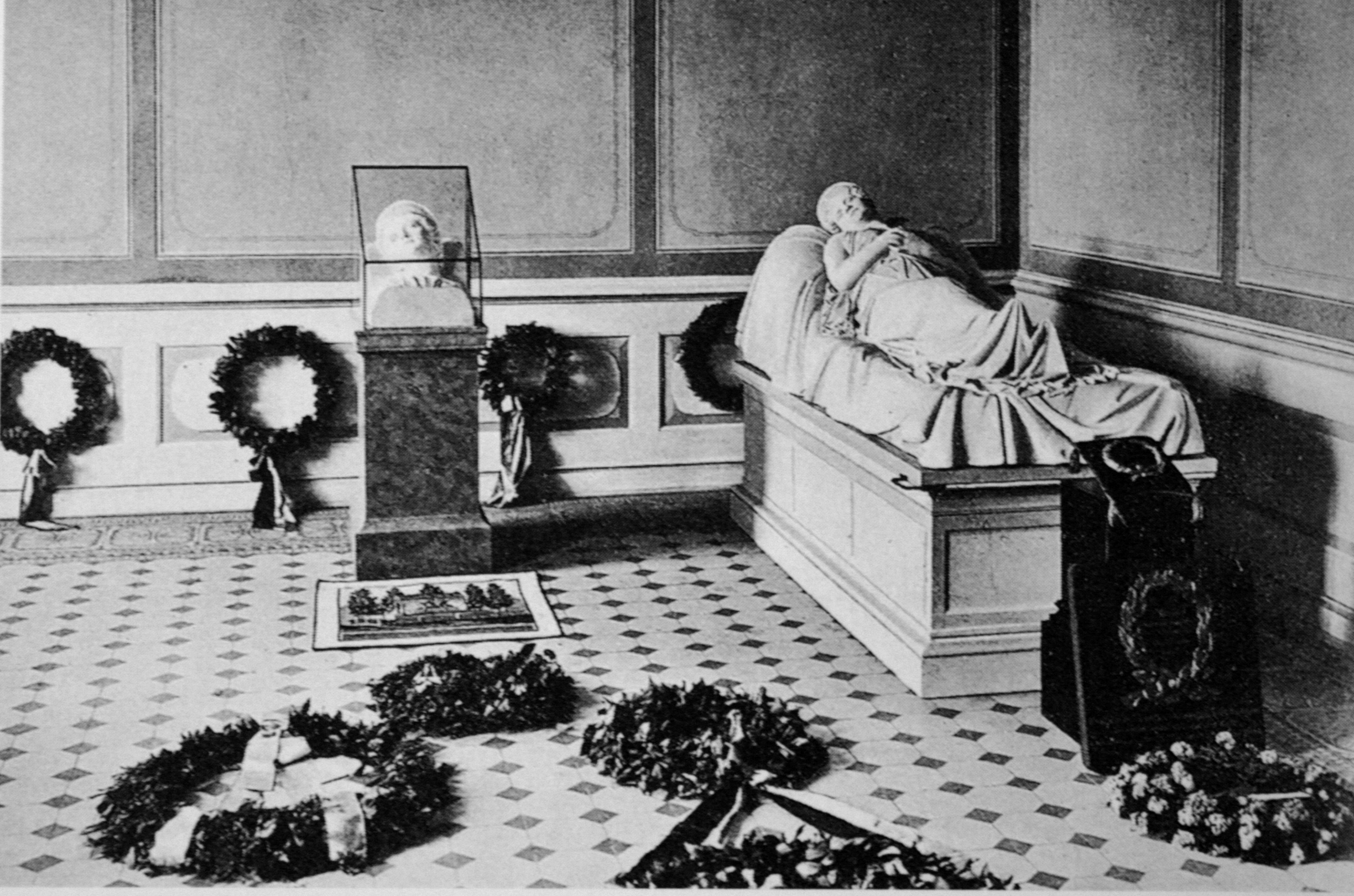
Gedenkstätte im Sterbezimmer von Königin Luise. Aufnahme von 1910.

Schloss Hohenzieritz, der Sommersitz ihres Vaters, war stets das Hauptziel der drei Familienbesuche von Königin Luise von Preußen, einer geborenen Herzogin zu Mecklenburg aus dem Hause Mecklenburg-Strelitz. Hier starb Luise am 19. Juli 1810. Ihr Sterbezimmer, bereits 1813 zur Gedenkstätte umgestaltet, im Zeitgeschmack des ausgehenden 19. Jahrhunderts neu arrangiert und seit einigen Jahren in diesem Stil wieder hergestellt, ist heute eine Gedenkstätte.
Bis zur Novemberrevolution blieb das Schloss im Besitz der herzoglichen Familie und kam 1926 im Rahmen der Fürstenabfindung an Prinz Julius Ernst zur Lippe, den Schwager des 1918 gestorbenen Strelitzer Großherzogs Adolf Friedrich VI. Teile des Schlosses, insbesondere das Sterbezimmer der Königin Luise und angrenzende Räume, wurden weiterhin als Museum genutzt. Unter anderem wurde hier eine größere Sammlung von Kinderspielzeugen aus den Hinterlassenschaften der Fürstenfamilie gezeigt. Während des Zweiten Weltkrieges war Schloss Hohenzieritz ein Auslagerungsort für Kunstbesitz aus den mecklenburgischen Landessammlungen, wobei es durch Plünderungen der Bevölkerung zu größeren Verlusten kam.
Das Ende des Zweiten Weltkrieges überstand das Schloss ohne größere Schäden, wenn auch die Inneneinrichtung verschwand. Eigentümer und Pächter wurden im Zuge der Bodenreform im Herbst 1945 enteignet. Wie viele ähnliche Gebäude diente es zunächst als Flüchtlingsunterkunft. Unter anderem wurden die Fenster des ägyptischen Saals zur Gartenseite zugemauert. 1947 wurde das Schloss unter Denkmalschutz gestellt. Ab 1952 erfolgte in der DDR die Nutzung als Verkaufsstelle, Kulturhaus, Schule, Kindergarten und Verwaltungsgebäude. Ab 1962 beherbergte es den Rat der örtlichen Gemeinde und das wissenschaftliche Zentrum für Landwirtschaft des Bezirks Neubrandenburg. Von 1950 bis 1953 und von 1960 bis 1963 wurde die Anlage renoviert. Der Keller wurde ab 1987 für den örtlichen Jugendklub genutzt.
Nach der deutschen Wiedervereinigung erfolgte zwischen 1992 und 2000 keine Nutzung des Schlosses, das zu verfallen drohte.

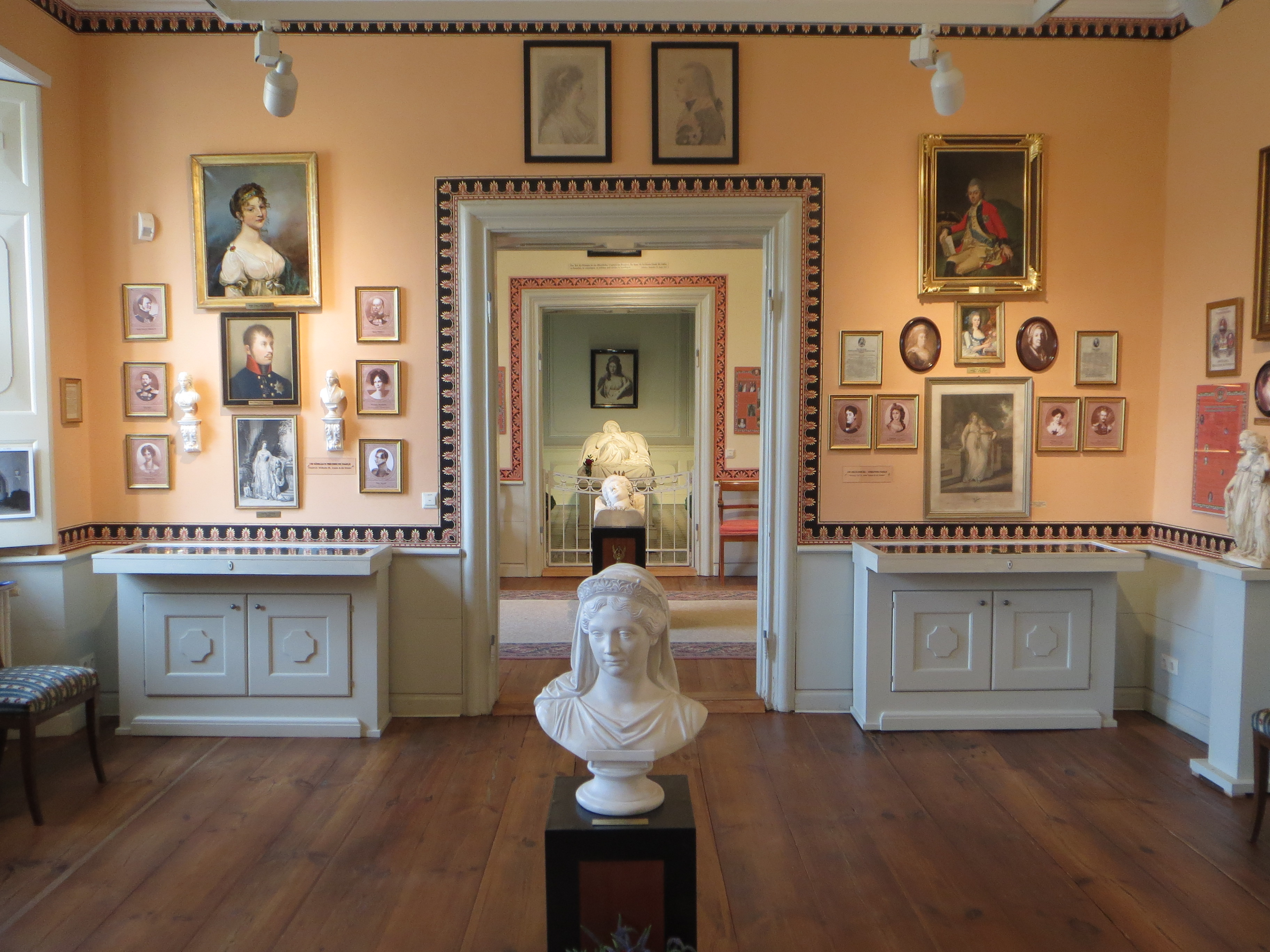
Königin-Luise-Gedenkstätte

1993 bildete sich ein Förderverein zum Erhalt des Schlosses. Ab 2000 erfolgte die aufwändige Restaurierung und Instandsetzung. Danach wurde das Schloss Hohenzieritz Sitz der Müritz-Nationalpark-Verwaltung. Außerdem befindet sich im Schloss eine Königin-Luise-Gedenkstätte. Es kann mit Ausnahme der Gedenkstätte nicht besichtigt werden, der Park ist frei zugänglich. Betreiber der Gedenkstätte war bis Ende 2015 der Schlossverein Hohenzieritz. Nach Auflösung des Vereins übernahm die Schlösser- und Gärtenverwaltung des Landes Mecklenburg-Vorpommern auch deren Trägerschaft. Nach umfassender Neugestaltung präsentiert sich die Königin-Luise-Gedenkstätte seit dem 3. Juni 2017 in als moderner Ort der Information über und des Gedenkens an die Preußenkönigin mit mecklenburgischer Abstammung, an deren letzten Tage in Hohenzieritz und der Geschichte des Gedenkens an sie.
Neben Hohenzieritz existiert in Crimmitschau in der Villa Vier Jahreszeiten eine der wenigen Dauerausstellungen zu Luise (Luisenverehrung in der Kaiserzeit mit umfangreicher Bibliothek).

## Baubeschreibung
Die Gesamtanlage öffnet sich mit Hof, vorgelagerten Grünflächen und Zufahrt in Richtung Nordwesten. Das Schloss präsentiert sich heute weitgehend in der frühklassizistischen Gestalt, die es am Ende des 18. Jahrhunderts annahm. Das massive Erdgeschoss und das Fachwerk-Obergeschoss sind verputzt, der Sockel mit aus Putz imitiertem Bossenwerk hervorgehoben. Ionische Kapitelle aus geschnitztem Eichenholz prägen die Fassade. Das hohe Walmdach ist mit großen Dreiecksgiebeln über Risaliten auf der Vorder- und Rückseite sowie Pilastern geziert. Im Dreiecksgiebel über dem Haupteingang ist das herzogliche Wappen, auf der Rückseite das mecklenburgische Wappen abgebildet, umrahmt von Kanonenrohren und Krone.
Die Struktur der Innenräume entspricht heute noch dem Ausbau durch Wilhelm Ebel von 1795. Die Räume sind als Enfiladen gereiht. Reste der ursprünglichen Ausstattung mit aufwendig gestalteten Wand- und Deckentapeten haben sich lediglich im „Chinesischen Saal“ erhalten. Im Untergeschoss dominiert der Gartensaal als größter Raum. Den Saal im Obergeschoss, der die gesamte Gebäudebreite durchmisst, ließ Herzog Carl im griechisch-ägyptischen Stil nach einem freimaurerischen Konzept ausgestalten. Ein Teil der Empire-Bemalung imitierte in Papiermaché gelben Marmor. Öfen in der Gestalt eines Altars trugen Masken der ägyptischen Himmelsgöttin Hathor. Die Türen waren mit Hieroglyphen gesäumt. Das Zentrum des Deckenfrieses bildete eine stilisierte Sonne, ebenfalls von Hieroglyphen gerahmt.

## Schlosspark

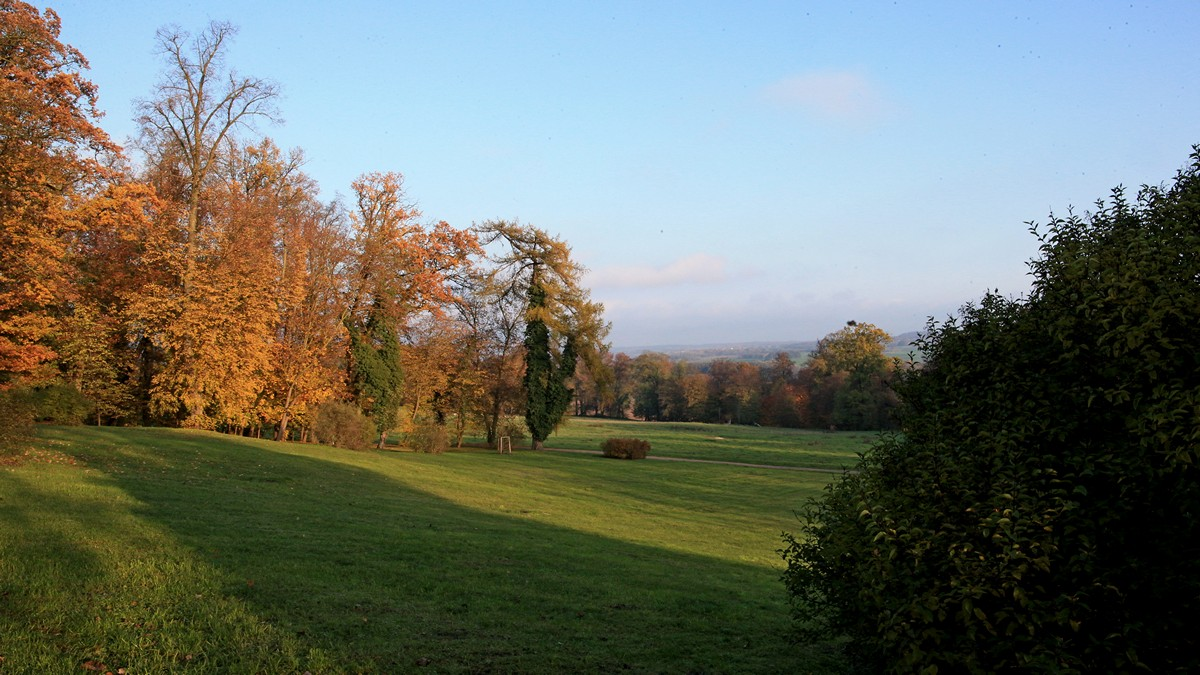
Schlosspark

Der heute etwa 25 Hektar große Schlosspark wurde durch Archibald Thompson, einen Schüler von Capability Brown, von 1776 bis 1790 in englischem Stil unter Einbeziehung der Umgebung angelegt. Die Gesamtkomposition erstreckt sich über Hohenzieritz, Prillwitz, Usadel und Weisdin. Gartenseitig befindet sich das Schloss auf dem Gipfel einer Anhöhe und bietet von hier einen weitreichenden Blick in die Landschaft. Im Park befindet sich der Luisentempel und das 2006/2007 restaurierte Denkmal Die Hoffnung tröstet die Trauer, das Herzog Karl II. 1798 im Gedenken an seine früh verstorbenen Frauen und Kinder von seinem Hofbaumeister und Bildhauer Christian Philipp Wolff errichten ließ.
Im Jahr 2008 begannen im Schlosspark Hohenzieritz umfangreiche Wiederherstellungsmaßnahmen. Ziel der Arbeiten war es, die alten Parkgrenzen und -zugänge wiederherzustellen, das Wegenetz im Park zu sanieren und die ursprüngliche Geländemodellierung wiederherzustellen. Das Land Mecklenburg-Vorpommern stellte für diese Maßnahmen rund 1,46 Millionen Euro bereit. Bis Ende 2009 war der erste Teilabschnitt fertiggestellt. Die historische Parkmauer aus behauenen Feldsteinen wurde rekonstruiert, ein Parkplatz neu angelegt, der Schlossplatz saniert und eine Zufahrt zum Schloss gebaut. Mit der Sanierung des Quellteiches, der Wiederherstellung des Wasserfalles und des Luisen-Gartens sowie der Herrichtung der Rosenlaube konnten die Arbeiten 2011 abgeschlossen werden.

## Schlosskirche

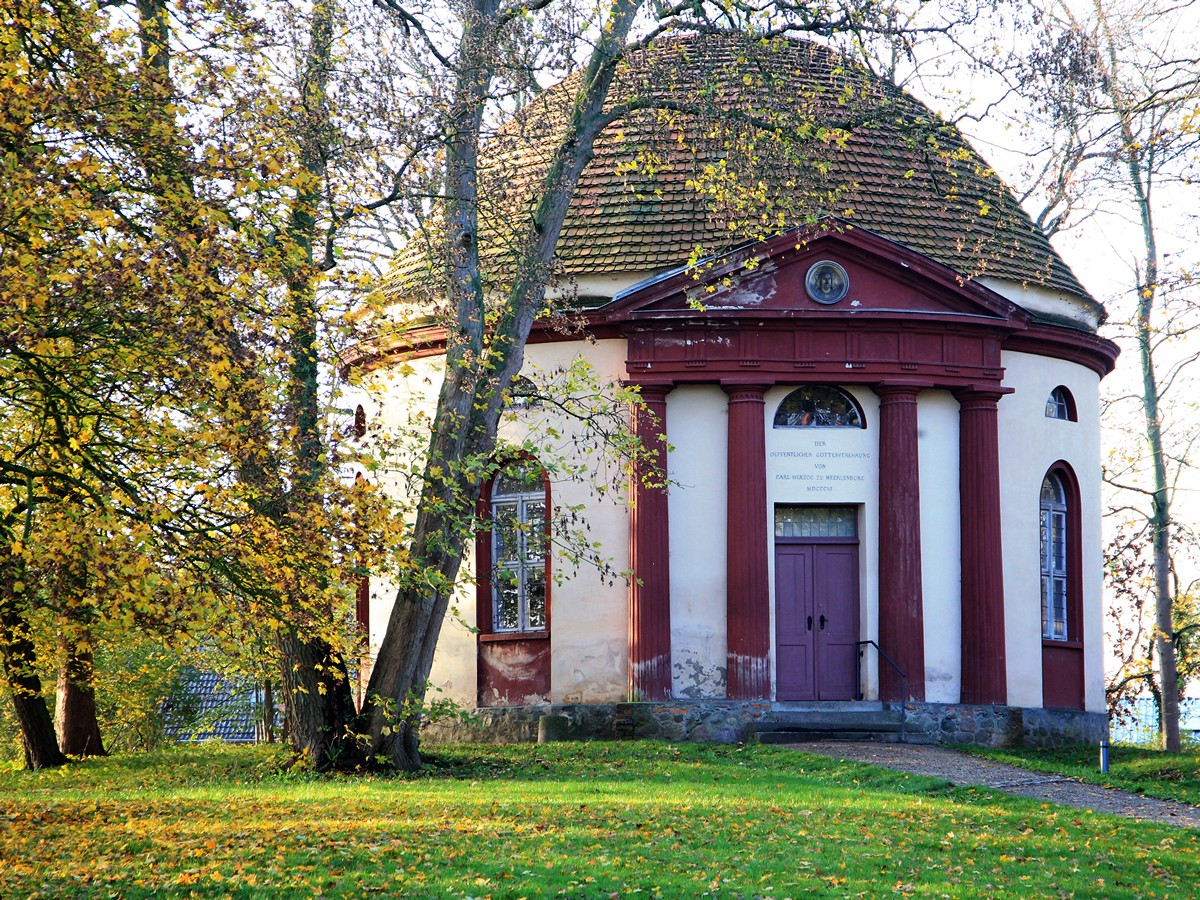
Ehemalige Schlosskirche

Am Beginn der Auffahrt steht die Kirche (ehemalige Schlosskirche). Sie wurde 1806 durch Friedrich Wilhelm Dunckelberg errichtet. Die Kirche ist ein schlichter, klassizistischer Zentralbau aus Backsteinen mit einem dorischen Portal und einer umlaufenden Empore in Inneren. Die heute weiße Kuppelschale war ursprünglich mit Kassetten ausgemalt. Eine Empore umgibt den Kirchenraum. Der Altar steht im Westen. 1991 wurde die Kirche nach einer Renovierung neu geweiht.

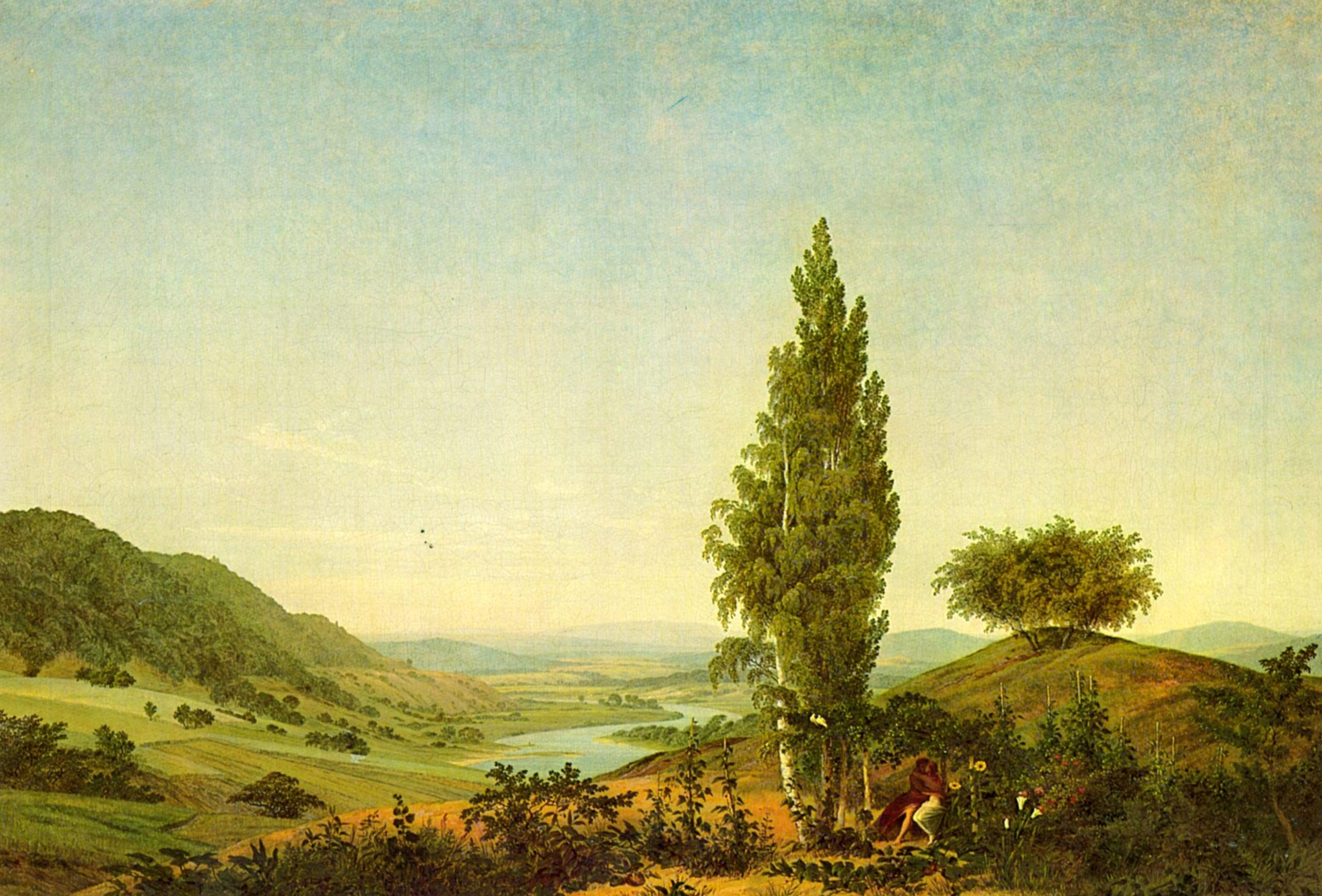
Caspar David Friedrich: Der Sommer, 1807

Herzog Karl II. hatte Caspar David Friedrich den Auftrag für einen Landschaftsaltar erteilt.
Vieles spricht dafür, dass es sich dabei um den 1808 entstandenen Tetschener Altar mit dem Gemälde Das Kreuz im Gebirge handelt, den der Maler demnach für die Kirche von Hohenzieritz konzipierte, wenn das Schlüsselwerk der Romantik die mecklenburgische Kapelle auch nie gesehen hat. 